# Министарство правде Републике Српске
Министарство правде Републике Српске је једно од министарстава Владе Републике Српске које се бави примјеном права Републике Српске. Главни задатак Министарства правде Републике Српске је стварање услова за функционисање правосуђа Републике Српске. Садашњи министар правде Републике Српске је Антон Касиповић.

## Организација
- 1. РЕСОР ПРАВОСУЂА

а) Одјељење за правосуђе
- 2. РЕСОР ЗА ИЗВРШЕЊЕ КРИВИЧНИХ САНКЦИЈА

а) Одјељење за надзор над радом казнених и васпитно-поправних установа
б) Одјељење за управно-правне и нормативне послове
- 3. РЕСОР ЗА ЗЕМЉИШНО-КЊИЖНЕ ПОСЛОВЕ

a) Одјељење за земљишно-књижну администрацију
- 4. СЕКРЕТАРИЈАТ МИНИСТАРСТВА

а) Одјељење за опште и правне послове
б) Одјељење за финансије и рачуноводство

## Историја
Министарство правде Републике Српске је основано у фебруару 1992. године, а на положај првог Министра правде Републике Српске је изабран Момчило Мандић 12. маја 1992. у тадашњем Српском Сарајеву. Потреба за оснивање овог министарства је израсла из историјских околности које су настале током распада Југославије.